# À moi l'Afrique
Albums de Jean Ferrat
Ferrat chante Aragon
(1971) La femme est l'avenir de l'homme
(1975)
À moi l'Afrique est un album studio de Jean Ferrat sorti en 1972. Il s'agit du dernier album de l'artiste à paraitre sous le label Barclay.

## Titres
Toute la musique est composée par Jean Ferrat.
| No  | Titre                       | Paroles         | Durée |
| --- | --------------------------- | --------------- | ----- |
| 1.  | À moi l'Afrique             | Michelle Senlis | 4:32  |
| 2.  | Picasso Colombe             | Henri Gougaud   | 2:56  |
| 3.  | Une femme honnête...        | Jean Ferrat     | 3:04  |
| 4.  | À l'ombre bleue du figuier  | Michelle Senlis | 2:30  |
| 5.  | Si j'étais peintre ou maçon | Jean Ferrat     | 2:26  |
| 6.  | Les Saisons                 | Jean Ferrat     | 3:43  |
| 7.  | La Leçon buissonnière       | Guy Thomas      | 2:58  |
| 8.  | Paris an 2000               | Henri Gougaud   | 2:53  |
| 9.  | Hou hou méfions-nous !      | Jean Ferrat     | 3:31  |
| 10. | Ils volent volent volent    | Jean Ferrat     | 3:04  |

## Crédits
- Arrangements et direction musicale : Alain Goraguer
- Prise de son : Claude Achallé
- Crédits visuels : Alain Marouani